# Dinamarca en los Juegos Paralímpicos de Sochi 2014
Dinamarca estuvo representada en los Juegos Paralímpicos de Sochi 2014 por dos deportistas, un hombre y una mujer. El equipo paralímpico danés no obtuvo ninguna medalla en estos Juegos.